# Dos Oruguitas
"Dos Oruguitas" ("duas lagartinhas", em tradução livre para o português) é uma canção presente no filme de animação Encanto (2021), da Disney. Composta por Lin-Manuel Miranda, a música é interpretada pelo cantor e compositor colombiano Sebastián Yatra. Foi lançada pela Walt Disney Records como parte da trilha sonora do filme em 19 de novembro de 2021.
A canção é tocada no filme durante uma sequência de flashback que descreve a vida e a morte de Pedro Madrigal, avô da protagonista Mirabel. A letra foi escrita em espanhol e uma versão em inglês, intitulada "Two Oruguitas", toca nos créditos finais. A obra recebeu elogios dos críticos musicais, que destacaram seu sentimento, produção, letra e o desempenho vocal de Yatra. Frequentemente descrita como a melhor música de Encanto, "Dos Oruguitas" entrou no Top 40 da Billboard Hot 100 nos Estados Unidos e marcou a primeira aparição de Yatra na parada. Foi indicada ao Oscar de melhor canção original na edição de 2022.

## Antecedentes e lançamento

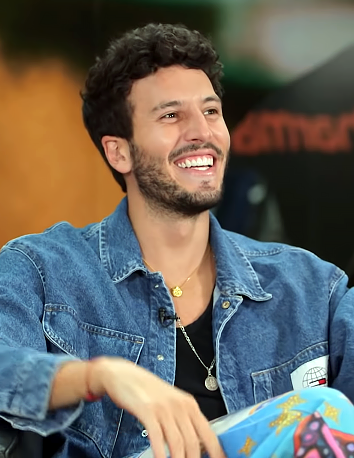
O cantor e compositor colombiano Sebastián Yatra cantou "Dos Oruguitas"

Encanto é um filme de fantasia musical animado digitalmente, o 60.º longa-metragem da Walt Disney Animation Studios. A canção é apresentada como a sexta faixa da trilha sonora do filme. Foi escrita e composta pelo cantor e compositor norte-americano Lin-Manuel Miranda, que também escreveu as outras sete canções da trilha sonora. Ele trabalhou anteriormente com a Disney no filme de animação Moana (2016). A música é cantada por Sebastián Yatra, que cresceu nos Estados Unidos, mas nasceu na Colômbia. Ele foi convidado para participar da trilha sonora de Encanto e cantar o tema depois que sua canção "Adiós" chamou a atenção de Miranda.
A sequência em que a canção é usada foi reproduzida em espanhol em todas as dublagens da animação. Durante os créditos de encerramento, é executada uma versão em inglês, "Two Oruguitas", também composta por Miranda e cantada por Yatra. Para os créditos finais da dublagem lançada no Brasil, o cantor de sertanejo Felipe Araújo interpretou uma versão da música em português brasileiro, a qual foi acompanhada por um videoclipe divulgado em dezembro de 2021; Araújo também dublou o personagem Mariano no filme.

## Composição e desenvolvimento
|                                                    | "Dos Oruguitas" (2021) Amostra de "Dos Oruguitas" demonstrando a instrumentação folk sentimental e a letra metafórica sobre a vida de Pedro e Alma. |
| Problemas para escutar este arquivo? Veja a ajuda. | |

"Dos Oruguitas" foi a primeira música que Miranda escreveu completamente em espanhol, algo que ele afirmou estar "muito fora de sua zona de conforto". O músico disse: "Foi importante para mim que eu escrevesse em espanhol, em vez de escrever em inglês e traduzi-la, pois você sempre percebe [quando se trata de uma] tradução". O objetivo de Miranda era compor uma canção folclórica colombiana que "parecesse sempre ter existido". Para o autor, o número musical no qual a obra é tocada, com a revelação da história de origem da família Madrigal, seria algo tão doloroso que a música tornaria o momento mais fácil de ser assistido. Ele inspirou-se principalmente nos compositores Tom Jobim e Joan Manuel Serrat.
Segundo o codiretor Byron Howard, outra importante influência para Miranda foram os visuais da sequência animada, escrita pela corroteirista e codiretora Charise Castro Smith. Ela relatou que ao escrever a cena, pensou na imigração de seus próprios avós de Cuba para os Estados Unidos, comentando: "De fato, até me tornar adulta, não havia parado para pensar sobre como eles tiveram que deixar o que sabiam para trás, chegar a um lugar onde não falavam a língua e começar completamente do zero com duas crianças pequenas. Quando me coloquei naquele lugar como adulta, imaginei a história totalmente diferente".
A canção e a sequência que a acompanha foram originalmente planejadas para estar no prólogo do filme, porém, a equipe de produção decidiu descartar essa ideia. Howard concluiu que a música deveria tocar no final ao perceber que seria mais impactante deixar a revelação da trágica jornada dos avós de Maribel para o último ato, revelando que a personagem Alma não havia falado pessoalmente sobre a verdadeira história da família até então.

## Letra e contexto
"Dos Oruguitas" é uma canção não-diegética, tocada durante o clímax numa sequência de flashback em que Mirabel descobre detalhes do passado de sua avó, Alma, e as dificuldades que esta enfrentou. Após algumas cenas que mostram o romance de Alma e seu marido Pedro, revela-se que, ao fugirem de uma guerra, ele se sacrificou para permitir que ela sobrevivesse. Essa história contribui para a reconciliação de Mirabel e a avó. Howard comentou sobre a música: "É provavelmente a parte mais crítica da narrativa musical em todo o filme, porque tem a ver com a história da família e Mirabel entendendo a avó dela". A letra em si é sobre duas pequenas lagartas que se apaixonam e precisam separar-se após transformarem-se em borboletas, o que é uma metáfora para os eventos na vida de Pedro e Alma.

## Recepção

### Resposta da crítica
Embora tenham considerado "We Don't Talk About Bruno" como a faixa mais memorável de Encanto, os críticos da Billboard escolheram "Dos Oruguitas" como a melhor faixa por ser uma balada sincera com "ressonância emocional e belo sentimentalismo". Drew Taylor, do website TheWrap, também a classificou como a melhor música, afirmando que, mesmo que tocada sem os recursos visuais que a acompanham, "a música ainda fará você chorar, quer você saiba espanhol ou não". Caroline Cao, crítica de cinema da SlashFilm, classificou a obra como a segunda melhor canção do longa, descrevendo-a como "uma elegia que honra o que foi perdido, ao mesmo tempo em que encoraja os sobreviventes a encontrar o caminho a seguir, carregando essas memórias".

### Desempenho comercial
"Dos Oruguitas" estreou na Billboard Hot 100 dos Estados Unidos no número 83, marcando a primeira aparição de Yatra na parada. Posteriormente, a obra subiu para o número 36. A música alcançou o número 2 na tabela norte-americana Hot Latin Songs.

### Prêmios e indicações
| Premiação                                                 | Data da cerimônia      | Categoria                                             | Resultado | Ref.          |
| --------------------------------------------------------- | ---------------------- | ----------------------------------------------------- | --------- | ------------- |
| Prêmios Las Vegas Film Critics Society                    | 13 de dezembro de 2021 | Melhor canção                                         | Indicada  | [ 20 ]        |
| Globo de Ouro                                             | 9 de janeiro de 2022   | Melhor canção original                                | Indicada  | [ 21 ] [ 22 ] |
| Prêmios Georgia Film Critics Association                  | 14 de janeiro de 2022  | Melhor canção original                                | Indicada  | [ 23 ]        |
| Prêmios Denver Film Critics Society                       | 17 de janeiro de 2022  | Melhor canção original                                | Indicada  | [ 24 ]        |
| Prêmios North Dakota Film Society                         | 17 de janeiro de 2022  | Melhor canção original                                | Indicada  | [ 25 ]        |
| Prêmios Houston Film Critics Society                      | 19 de janeiro de 2022  | Melhor canção original                                | Indicada  | [ 26 ] [ 27 ] |
| Prêmios Critics' Choice Movie                             | 3 de março de 2022     | Melhor canção                                         | Indicada  | [ 28 ]        |
| Prêmios Latino Entertainment Journalists Association Film | 6 de março de 2022     | Melhor canção escrita para filme                      | Indicada  | [ 29 ]        |
| Prêmios Gold Derby                                        | 16 de março de 2022    | Melhor canção original                                | Indicada  | [ 30 ]        |
| Prêmios Guild of Music Supervisors                        | 20 de março de 2022    | Melhor canção escrita e/ou gravação criada para filme | Venceu    | [ 31 ]        |
| Oscar                                                     | 27 de março de 2022    | Melhor canção original                                | Indicada  | [ 32 ]        |

## Desempenho nas tabelas musicais
| Tabela musical (2021–2022)         | Melhor posição | Ref.   |
| ---------------------------------- | -------------- | ------ |
| Canadá (Canadian Hot 100)          | 48             | [ 33 ] |
| Colômbia (National-Report)         | 92             | [ 34 ] |
| Global 200 (Billboard)             | 26             | [ 35 ] |
| Estados Unidos (Billboard Hot 100) | 36             | [ 36 ] |
| Estados Unidos (Hot Latin Songs)   | 2              | [ 37 ] |